# Grethe Kausland

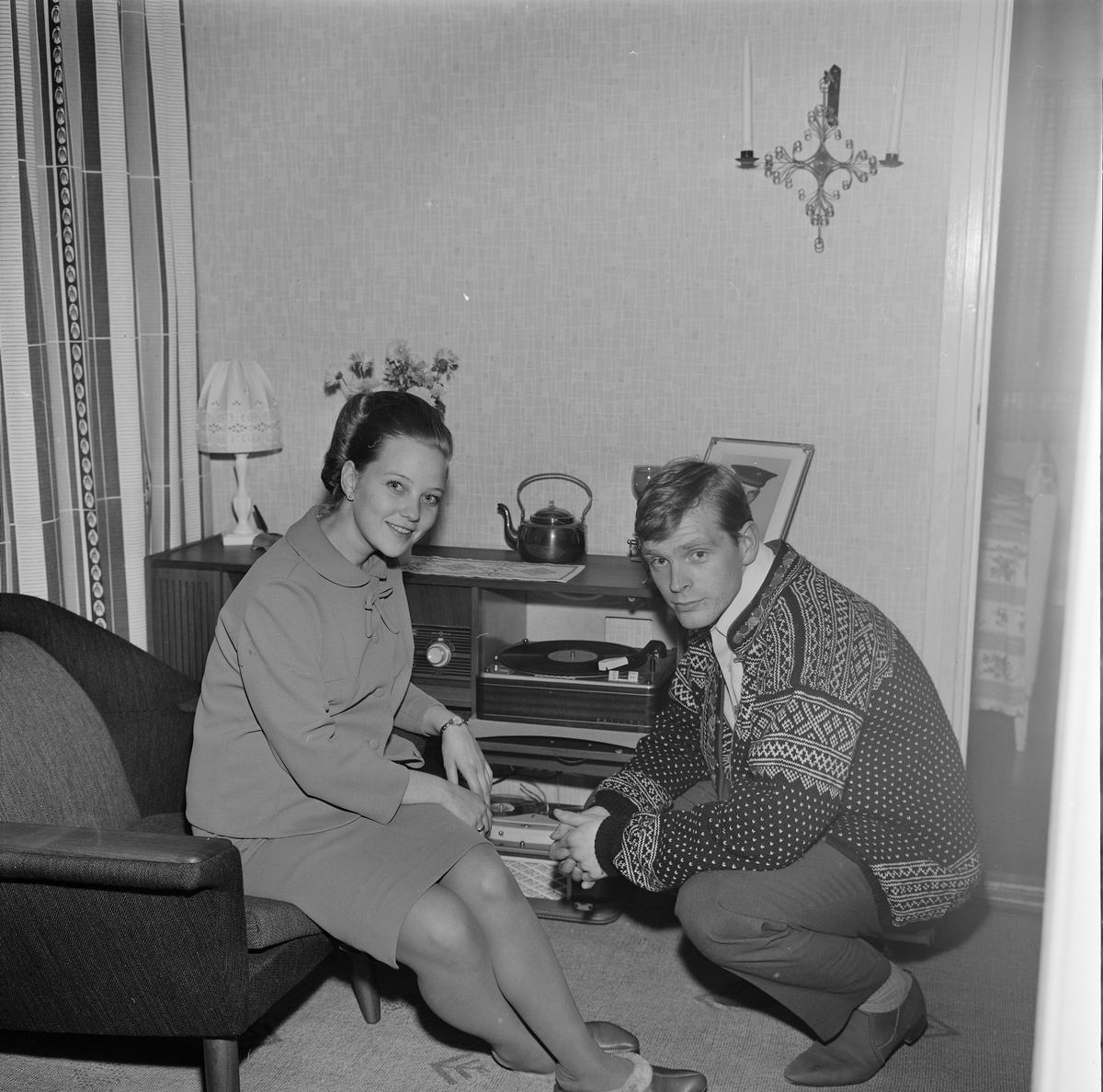
Grethe en Halvard Kausland in 1966

Grethe Kausland, geboren als Grethe Nilsen (3 juli 1947 - 16 november 2007), was een Noorse zangeres en actrice.
Met het lied Småting won ze in 1972 aan de zijde van Benny Borg de Melodi Grand Prix, in die tijd werd elk liedje door twee artiesten gebracht. Hanne Krogh zong hetzelfde lied, maar Kausland en Borg werden boven haar verkozen, Krogh zou later het festival nog winnen. Op het Eurovisiesongfestival werden ze slechts veertiende.
Kausland was van 1966 tot 1979 getrouwd met de jazzgitarist Halvard Kausland. Na hun scheiding hield ze de achternaam van haar ex-man aan.

## Filmografie
- Brødrene Dal og mysteriet med Karl XIIs gamasjer (2005) - Professor Bodil Surkle-Fæhrt
- Jul på månetoppen (2002) - Mamsen
- Jul i Blåfjell (1999) - Mamsen
- Solan, Ludvig og Gurin med reverompa (1998) - Solan Gundersen
- Karl & Co (1998) - Fru Frantsen
- D'ække bare, bare Bernt (1996) - Vera Branteberg
- Over stork og stein (1994) - Astrid
- Vi spillopper (1979)
- Tut og kjør (1975) - Malla
- Ugler i mosen (1959)
- Selv om de er små (1957) - Brit Helle
- Smuglere i smoking